# 叙拉古的卡里阿斯
卡里阿斯 (叙拉古)，约活动于公元前4世纪前后。古希腊历史学家之一，公元前316年到公元前289年生活在阿伽索克莱斯（叙拉古的君主）的宫廷，他撰述有22卷本反映阿伽索克莱斯统治的历史著作，现存极少。此书为其取悦阿伽索克莱斯而作，故颇为后世学者所诟病。